# 韋德 (密西西比州)
韋德（英語：Wade）是位於美國密西西比州傑克遜縣的普查規定居民點。

## 人口
根據2020年美國人口普查的數據，韋德的面積為16.04平方千米，當中陸地面積為15.97平方千米，而水域面積為0.07平方千米。當地共有人口996人，而人口密度為每平方千米62.09人。